# Arkadi Sewerny

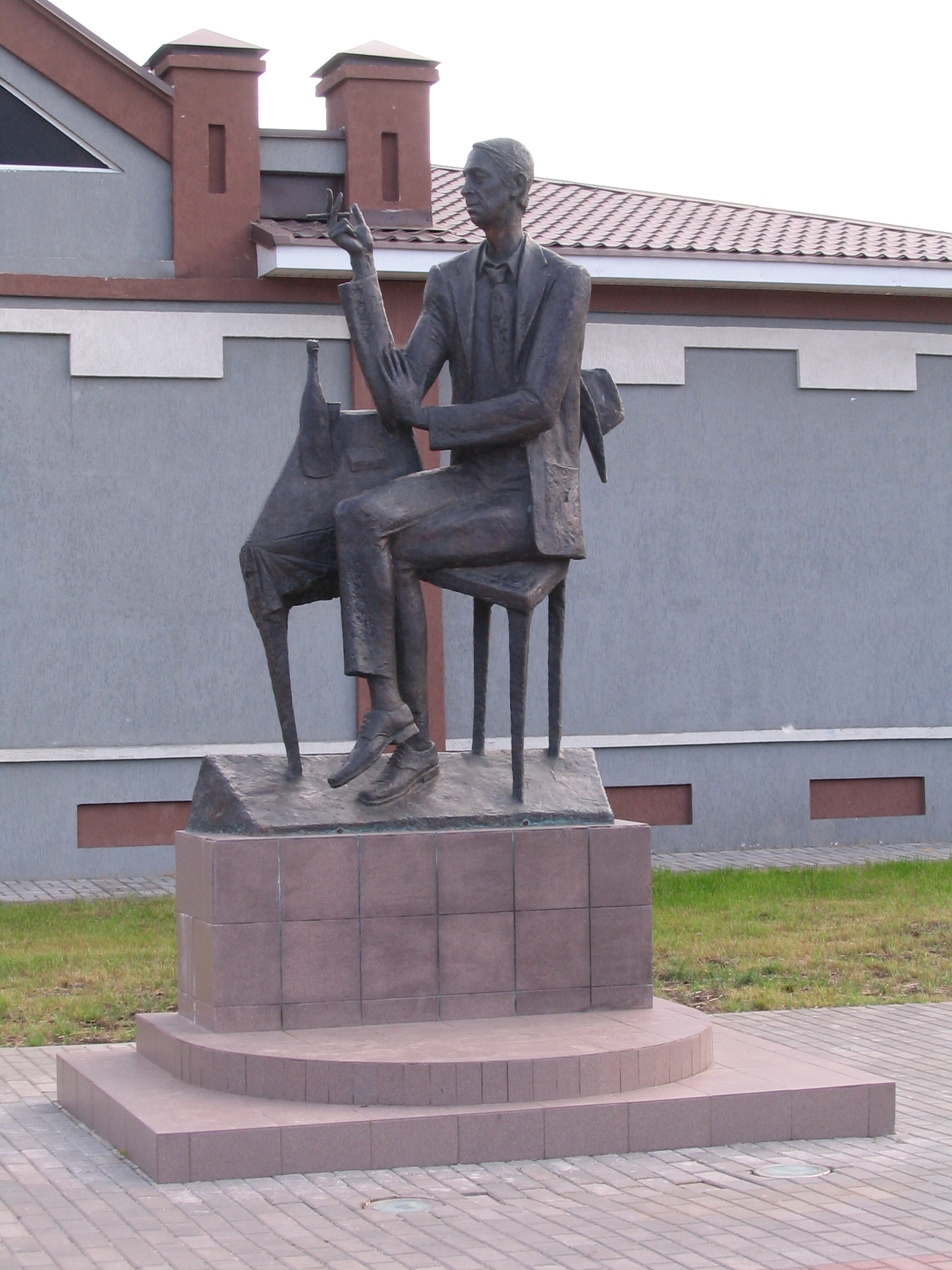
Skulptur für Arkadi Sewerny in seiner Heimatstadt Iwanowo

Arkadi Sewerny (russisch Аркадий Северный; * 12. März 1939 als Arkadi Swesdin, russisch: Аркадий Дмитриевич Звездин, in Iwanowo; † 12. April 1980 in Leningrad) war ein populärer russischer Chansonsänger. Ungeachtet der Nichtbeachtung seitens der offiziellen sowjetischen Medien erreichte er mit seinen Criminal Songs einen Popstar-ähnlichen Status. Während seiner kurzen Karriere in den 1970ern interpretierte Sewerny mehr als 1000 Stücke. Die meisten Aufnahmen entstanden im Zug von Underground-Sessions – meist in Restaurants oder in Wohnungen, begleitet von wechselnden Restaurant- und Jazzmusiker-Combos.

## Leben und Karriere

### 1939 bis 1972: Jugend, Studium, Boheme und Beruf
Arkadi Swesdin – geboren in Iwanowo, einer Stadt in der Nähe von Moskau – wuchs in einer vergleichsweise gutgestellten Familie auf. Der Vater, Dimitrij Swesdin, arbeitete in der Verwaltung der Eisenbahn und verdiente vergleichsweise gut. Die Mutter Jelena kümmerte sich um die fünf Kinder und arbeitete gelegentlich als Radiologin. Entgegen später kursierenden Gerüchten, denen zufolge der spätere Sänger in seiner Jugend ein Hooligan und Versager gewesen sei, verliefen Kindheit und Jugend im normalen Rahmen. Swesdins Schulleistungen boten wenig Grund zur Beanstandung. Seine Begeisterung für Lieder lebte der Halbwüchsige durch Gitarre-Üben sowie gelegentliche Gesangseinlagen bei Festen aus. Eine weitere Eigenheit, die sich bereits in früher Jugend zeigte, war seine Fähigkeit, sich zahlreiche Lieder zu merken und im Gedächtnis zu behalten.
Nach dem Abitur zog Arkadi Swesdin nach Leningrad. 1959 begann er ein Studium an der Forstwissenschaftlichen Hochschule S. M. Kirow. Als Student nutzte Swesdin nicht nur die mit dem Studentenleben verbundenen Freiheiten aus. Darüber hinaus sog er auch die neuen kulturellen Einflüsse in sich auf. Die Tauwetterperiode der frühen 1960er hatte im kulturellen Bereich eine Aufbruchsstimmung ausgelöst. Neben dem Jazz, der während der Stalin-Ära an den Rand gedrängt worden war und nunmehr eine Renaissance erlebte, machten neue, glamourösere Unterhaltungsstars von sich reden – wie beispielsweise die Sängerinnen Edita Pecha und Maja Kristallinskaja, die künstlerisch mit Elementen des französischen Nouvelle Vague kokettierten. Parallel dazu breitete sich eine inoffizielle, von den sowjetischen Medien hart attackierte Jugendkultur aus, welche sich an westlicher Mode sowie Erscheinungen wie den britischen Mods orientierte – die Stiljagi. Swesdins Leistungen an der Hochschule verschlechterten sich zeitweilig deutlich. In seiner Freizeit beteiligte er sich an Amateurtheaterproduktionen. Daneben schrieb er eigene Lieder – Stücke, die sich zumeist am Stil populärer US-Jazzinterpreten wie zum Beispiel Louis Armstrong orientierten.
Im Sommer 1962 lernte Arkadi Swesdin den Produzenten Rudolf Fuks kennen. Späteren Aussagen von Fuks zufolge hatte Swesdin den Kontakt zu ihm gezielt gesucht und ihn in seiner Wohnung aufgesucht. Fuks, der selbst Gitarre spielte, Musikstücke schrieb und darüber hinaus als Plattensammler und Schwarzmarkthändler bekannt war, erwies sich als umtriebiger, zuweilen auch trickreicher sowie mit Improvisationstalent ausgestatteter Organisator. 1963 entstanden die ersten Aufnahmen. Zu dieser Zeit agierte Swesdin das erste Mal unter seinem späteren Künstlernamen Sewerny. Die Zusammenarbeit mit Fuks endete zunächst abrupt. Die Gründe für die Trennung liegen im Dunkeln. Eine mögliche, von dem Autor Uli Hufen für plausibel gehaltene Erklärung ist die, dass Swesdin das Undergroundgeschäft zu heikel geworden war und er sein Studium nicht gefährden wollte. Fuks wurde 1965 verhaftet und wegen Spekulantentum sowie Urkundenfälschung zu fünf Jahren Haft verurteilt (im Rahmen einer Amnestie allerdings 1967 vorzeitig entlassen). Swesdin gab die Musik vorerst auf und beendete sein Studium. Thema seiner Diplomarbeit: die Organisation des Transports von Schnittholz. 1965 übernahm er eine Stelle als Ingenieur im Verwaltungsapparat einer Holzexportfirma im Leningrader Hafen. 1968, mit knapp dreißig Jahren, wurde Swesdin zum Militärdienst eingezogen. Die zweijährige Dienstzeit absolvierte er als Leutnant in einem Hubschrauber-Regiment, welches im Umland von Leningrad stationiert war. 1969 heiratete er Walentina, eine Ärztin. Im Juni 1971 kam Tochter Natascha zur Welt.

### 1972 bis 1975: Underground-Legende in Leningrad
Entscheidende Station auf dem Weg zum Underground-Chansonnier war ein erneutes Zusammentreffen mit dem Produzenten Rudolf Fuks. Fuks hatte zwischenzeitlich eine Stelle als Ingenieur gefunden und vervielfältigte nebenher weiterhin Musikaufnahmen. Uli Hufen, Journalist und Autor eines 2010 erschienenen Buchtitels zur Geschichte des russischen Chansons, brachte die Entscheidung, die Arcady Swesdin 1972 traf, mit folgenden Worten auf den Punkt: „Wäre Swesdin-Sewernyi im Holzexport geblieben, würde er heute mit einiger Sicherheit noch leben. Aber das tat er nicht.“ Arkadi Swesdin konzentrierte sich in den folgenden Monaten mehr und mehr auf eine Laufbahn als Sänger. Erstes Produkt der Zusammenarbeit Sweskin–Fuks war ein Album, dessen Inhalt auf einer fiktiven, angeblich ausgestrahlten Radioshow beruhte. Stilistisch kaprizierten sich die beiden auf Criminal Songs – eine spezielle russische Chansonvariante, die sich in den 1920er Jahren an der Schwarzmeerküste herausgebildet hatte und im informellen Sektor der sowjetischen Gesellschaft anhaltende Popularität genoss. Ab diesem Zeitpunkt agierte Swesdin dauerhaft unter dem Pseudonym Sewerny (= russisch für „der Nördliche“) – ein Alleinstellungsmerkmal, das seine Herkunft aus dem nördlichen Teil Russlands herausstellte.
Zusammen mit Fuks spielte Sewerny eine Serie von Aufnahmen ein, die bald große Verbreitung fand. Die Sessions unter der Ägide von Fuks sorgten nicht nur für einen Popularitätsschub des bis dato unbekannten Chansonniers. Darüber hinaus bewirkten sie eine Renaissance des halblegalen, allenfalls geduldeten Genres der Criminal Songs. Die unter dem Obertitel Musikalische Feuilletons veröffentlichten Tonbandsessions fanden meist in Privatwohnungen sowie kleinen Sälen statt, vor einem ausgesuchten Publikum von 10 bis 20 Freunden und Bekannten. Musikalisch trat Sewerny meist allein mit Gitarre auf. Das Liedmaterial reichte von Schlagern aus der NEP-Ära über Estrada-Titel bis hin zu Criminal Songs. Die Repertoire der Feuilletonaufnahmen enthielt bekannte Gaunerchansons wie beispielsweise Gop-so-smykom (angeblich eines von Stalins Lieblingsliedern), Na Arsenalnoj ulize (eine Hymne auf das Leningrader Kresty-Gefängnis) sowie das populäre Stück Na deribassowskoi – eine Tangomelodie, die im Original unter dem Titel El Choclo bekannt war und im Westen von Louis Armstrong unter dem Titel Kiss of Fire popularisiert worden war.
Das Geschäftsmodell von Fuks basierte auf Tonbandaufnahmen. Um eine breitere Einkünftebasis zu erzielen, verkaufte Fuks die Erlaubnis zum Aufnehmen der Konzerte auch an andere Interessenten. Sewerny bekam für seine Auftritte in der Regel 500 bis 600 Rubel. Die Bänder gelangten in kopierter und vervielfältigter Form an den Endkonsumenten – vergleichbar den Kopien westlicher Pop- und Rockmusik, etwa von Bands wie Led Zeppelin und Pink Floyd, die auf ähnliche Weise auf dem Schwarzmarkt zirkulierten. Marketingtechnisch setzte Fuks auf gezielte Überhöhung und Mythisierung seines Schützlings. Mittel dazu waren teils stark übertriebene, teils erfundene Geschichten über die vorgebliche Vita des Sängers. 1974 brachte er Sewerny mit einem weiteren Leningrader Underground-Produzenten zusammen: Sergej Maklakow. Fuks und Maklakow organisierten nunmehr teils zusammenarbeitend, teils miteinander konkurrierend Aufnahmesessions. Als neues Element forcierten beide zielstrebig Aufnahmen mit Begleitbands. Fuks engagierte dabei gezielt Sessionmusiker aus der Restaurant- und Jazzmusikerszene – darunter den Pianisten Sascha Resnik und den Geiger Semjon Lachman. Maklakow gelang es im Gegenzug, eine professionell agierende Jazzkombo für die Aufnahmen zu gewinnen – die Bratja Schemtschuschnye. Mit letzter spielte Sewerny bis zu seinem Tod 1980 32 Tonbandalben ein.
Musikalisch gesehen gelten die beiden Tonbandalben, die Sewerny im Februar 1975 mit Fuks und Ende April 1975 mit Maklakow produzierte (jeweils mit den entsprechenden Begleitcombos) mit als Highlights seines Schaffens. Das Repertoire umfasste einerseits Neueinspielungen von Stücken, die bereits im Rahmen der Musikalischen Feuilletons veröffentlicht worden waren – beispielsweise Anasha, ein bekannter Sewerny-Song, der die – auch in der Sowjetunion verbreitete – Praxis des Haschischkonsums thematisierte. Ein weiteres Lied aus jener Periode war die Lagerballade Ras w Rostowe-na-Donu. Das Stück Tschornaja Mol wiederum hatte die Lebensgeschichte einer Pariser Prostituierten zum Inhalt. Auch in späteren Stücken stellte Sewerny sowohl Sinn für Tragik als auch bissigen, hintergründigen Humor unter Beweis – etwa in dem Titel Reschily dwa Jewreja aus dem Jahr 1978, in dem es um eine gescheiterte Flugzeugentführung geht. Während Polizei und Piloten davon ausgehen, dass die Maschine nach Israel entführt werden soll, möchten die Entführer lediglich eine Landung in den autonomen jüdischen Gebieten innerhalb der Sowjetunion erzwingen.

### 1975 bis 1980: Odessa, Moskau, das Ende
Die acht Jahre seiner Karriere als Sänger durchlebte Sewerny eine überdurchschnittlich produktive, allerdings von persönlichen Rückschlägen, Tragik sowie zunehmender Alkoholabhängigkeit überschattete Karriere. Sein Ausstoß an Aufnahmen war immens; bis 1980 soll der Sänger an die 1000 Lieder sowie 100 unterschiedliche Tonträger eingespielt haben. Eine Folge der hohen Nachfrage waren stetig wechselnde Produzenten. Damit einher ging eine stark variierende Qualität der Aufnahmen. Der Journalist Hufen stellte in seinem Buch über das Genre die Vermutung an, dass Sewernys Leben im Underground nur deshalb möglich war, weil er und seine Produzenten Protektion seitens offizieller Stellen genossen. Die Arbeitsweise Sewernys selbst – der stetige Zyklus aus Aufnahmen, Proben und mit der Tätigkeit verbundenen Reisen – nahm mehr und mehr manische Züge an. Hinzu kam ein immer exzessiver betriebener Alkoholkonsum. Die Ehe mit Walentina wurde 1974 geschieden; etwa zeitgleich gab Sewerny seine Stelle im Holzexport auf, um sich ganz der Musik zu widmen. Vom sowjetischen Durchschnitt her gesehen überdurchschnittlich verdienend, führte Sewerny die Existenz eines nomadenhaft lebenden Künstlers und Bohemiens. Ohne gültigen Pass und ohne Registrierung, wohnte er vorwiegend bei Freunden. Im Sommer 1975 verschwand er ein halbes Jahr gänzlich von der Bildfläche. Im Herbst 1975 liierte er sich mit Sofia Kaljalina – einer Frau, die er im Zuge seiner Quartierwechsel kennengelernt hatte. Die zweite Ehe wurde im darauffolgenden Jahr geschieden.
Trotz oder wegen des persönlichen Raubbaus produzierte Sewerny Tonbandalben fast im Monatszyklus. Im Frühjahr 1977 folgte er einer Einladung in die Schwarzmeermetropole Odessa. Dort arbeitete er mit den beiden Produzenten Stanislaw Jeruslanow und Wladislaw Kozischewski zusammen. Im Sommer 1977 unterzog sich Arkadi Sewerny einer Entziehungskur in Moskau. Bis in den Spätsommer 1978 hinein entsagte der Sänger dem Alkohol – eine Veränderung, die schnell das Gerücht auf den Plan rief, Sewerny sei, ähnlich wie der bekannte Liedermacher Wladimir Wyssozki, nunmehr auf Heroin und Morphium umgestiegen. Im Herbst 1977 heiratete Arkadi Sewerny die aus Moldau stammende Sinaida Kostadenowa – unterschiedlichen Angaben zufolge Tochter eines bulgarischen Diplomaten oder eine einfache Glücksritterin. Sewernys Ehe mit Sinaida währte allerdings nur ein Jahr. Autor Uli Hufen vermerkt lapidar: „Ob Sewerny nach einem Jahr Abstinenz wieder zu trinken begann, weil seine Frau ihn verlassen hatte, oder ob Sinaida ihn verließ, weil er wieder trank – wir wissen es nicht.“
Sewerny selbst stand 1977/1978 auf dem Zenit seines Ruhms. Bänder mit seinen Alben wurden mittlerweile in der gesamten Sowjetunion verkauft. Der Sänger selbst wechselte immer öfter zwischen Odessa und Leningrad hin und her. Pleite und von seinem strapaziösen Leben gezeichnet, verlagerte er seinen Lebensmittelpunkt 1979 erneut nach Leningrad. Hier traf er ein letztes Mal mit Fuks zusammen, der gerade Vorbereitungen für seine Ausreise in die USA traf. Gegenüber dem Journalisten Uli Hufen beschreibt Rudolf Fuks die damalige Situation wie folgt: „Ich habe darüber nachgedacht, Sewernyi mit ins Ausland zu nehmen. Aber dafür hätte man eine fiktive Ehe organisieren müssen. Als ich dann etwas vorbereitet hatte, verschwand er für eine Weile, betrunken. Ich wollte ihn mitnehmen, weil ich sah, dass er stirbt. (…) Genau so ist es ja dann auch gekommen.“
Die letzte Etappe seines Lebens pendelte Sewerny zwischen den Polen Leningrad, Odessa und Moskau. Die Zeit von September 1979 bis Februar 1980 verbrachte er in Moskau. Ökonomisch gesehen war die Moskauer Periode vermutlich die erfolgreichste. Die Auftrittgegebenheiten in der Hauptstadt unterschieden sich allerdings stark von den bisherigen. Standen zuvor Aufnahmesessions im Mittelpunkt, waren die Auftritte in Moskau Restaurantkonzerte für ein ausgesuchtes Publikum, das für den Sänger zwischen 50 und 100 Rubel Eintritt bezahlte. Einerseits verdiente Sewerny in seiner Moskauer Zeit so gut wie nie. Kreativ und physisch war der Sänger jedoch nur noch ein Wrack. Bei mehreren Gelegenheiten bestohlen und von den örtlichen Konzertveranstaltern ausgebeutet, fiel es ihm schwer, im harten Business der Moskauer Halbwelt zu bestehen. Hinzu kam, dass die städtische Miliz die Szenerie im Visier hatte. Einer von Sewernys Veranstaltern etwa wurde anlässlich einer Razzia im März 1980 verhaftet und wegen illegalem privaten Unternehmertum zu sechs Jahren Lagerhaft verurteilt. Sewerny selbst nahm am 24. Februar 1980 in Leningrad ein letztes Tonbandalbum auf. Am 11. April 1980, nach einer Woche exzessiven Feierns, brach Sewerny zusammen und verstarb – im Alter von 41 Jahren – in derselben Nacht im Krankenhaus.

## Musik und Rezeption
Produktionstechnisch kann man das Œuvre von Arkadi Sewerny in vier Phasen gliedern: die frühen Aufnahmen für Fuks in den 1960ern, die Tonbandalben im Rahmen der Musikalischen Feuilletons, in denen Sewerny meist nur mit Gitarre auftrat, die Combo-Aufnahmen für Fuks und Maklakow Mitte der 1970er in Leningrad und schließlich die späteren Aufnahmen bis zu seinem Tod. Stilistisch deckte Arkadi Sewerny ein breites Spektrum ab. Wesentliches Standbein war allerdings das klassische Repertoire der russischen Criminal Songs. Im Westen wird dem Genre zwar oft eine starke Nähe zu den russischen Halbweltbanden, den sogenannten Dieben im Gesetz nachgesagt. Kultur und sozialgeschichtlich genießt es – als eine spezielle Form urbaner Folklore – jedoch Akzeptanz und Beliebtheit in breiten Bevölkerungsschichten und erfährt, ähnlich wie das französische Chanson oder die US-amerikanische Country-Musik, eine stetige Weiterentwicklung seitens aktueller Interpreten. Ergänzt wurde dieses Repertoire durch Gelegenheitskompositionen von Produzenten wie etwa Rudolf Fuks. Die stark von der Jazz-Spielweise geprägten Combo-Aufnahmen der Jahre 1974 und danach charakterisierte Fuks mit dem Begriff Blat-Jazz – als jazzige, zum Teil anarchische Spielart der traditionellen Odessaer Chansons.
In der Rezeption wird Arkadi Sewerny oft mit dem Liedermacher und Chansonnier Wladimir Wyssozki verglichen. Beide waren ungefähr gleich alt, beide verstarben im selben Jahr im Alter von 40, beide lagen stilistisch nicht weit auseinander, und beide klangen stimmlich ähnlich rau. Autor Uli Hufen vergleicht Sewerny sowohl mit Wyssozki als auch der sowjetischen Jazzlegende Leonid Utjossow. Die Unterschiede aus seiner Sicht: Während der Unterhalter Utjossow dem Material der Criminal Songs eine gewisse Leichtigkeit verliehen habe, habe Wyssozki auf wohldosiertes Pathos gesetzt. Sewerny hingegen habe das Talent besessen, mit den Inhalten seiner Lieder eins zu werden und so eine einzigartige Authentizität erreicht. Darüber hinaus sei seine Leistung bei der Neuaufbereitung des vorhandenen Repertoires vergleichbar mit derjenigen des frühen Bob Dylan für den US-amerikanischen Folk-Song. Was Lebenslauf und persönliche Tragik anging, verglich Hufen Sewernis Lebenslauf mit demjenigen des US-amerikanischen Singer-Songwriters Townes van Zandt.
In der Musikszene der heutigen GUS ist Arkadi Sewerny eher ein Fall für Liebhaber als einer für die breite Masse. Die Öffnung des Eisernen Vorhangs und das Internet sorgten allerdings für eine ungehinderte Verbreitung seiner Musik. Das Kleinlabel Kismet Records brachte bereits in den 1980er- und 1990er-Jahren Vinyl-Schallplatten mit Sewerni-Aufnahmen heraus. Basis waren die Aufnahmebänder, die Produzent Rudolf Fuks mit in die USA gebracht hatte. Die Klangqualität war unterschiedlich; da ein Teil der Aufnahmen lediglich in Mono-Qualität vorlag. Fuks selbst publizierte später ein Buch über das Genre, in dem er neben Sewerny auch Wyssozki sowie andere Interpreten des Blat-Genres würdigte. Das Interesse an dem sowjetischen Undergroundstar nimmt heute unterschiedliche Formen an. In Sankt Petersburg findet seit 1996 ein jährliches Gedachtnisfestival statt mit Musikern aus dem Inland und der weltweiten russischen Diaspora. Sewernys Geburtsstadt Iwanowo würdigt den Sänger mittlerweile mit einer Skulptur, die 2010 eingeweiht wurde. Auf Œuvre und Stil Sewernys besinnen sich mittlerweile auch jüngere Bands zurück – wie beispielsweise die australische Formation VulgarGrad oder die aus Sankt Petersburg stammende Band La Minor. Darüber hinaus sind im Internet einige Seiten zu Sewerny zu finden sowie Download-Portale, die Aufnahmen in Form von MP3-Files anbieten (siehe hierzu Abschnitt „Weblinks“).

## Spezielles
Bedingt durch die Schwierigkeiten, Angaben in Kyrillischer Schrift ins Lateinische zu übertragen, kursieren von Sewernys Namen Dutzende unterschiedliche Varianten. Dies betrifft den Vornamen ebenso wie den Nachnamen. Erschwert wird eine einheitliche Schreibweise unter anderem von dem Umstand, dass der russische Name in unterschiedliche andere Sprachen transkribiert wird. Im englischsprachigen Raum ist die Angabe Arkady Severny mit die gängigste – wobei Arcady gelegentlich auch mit „c“ geschrieben wird. Ebenfalls weit verbreitet sind Schreibweisen mit „ij“ oder „iy“ am Ende.

## Diskografie (Auswahl)
Die Original-Zusammenstellungen von Sewernys Tonbandalben sind in Tonträgerform kaum zu erhalten. Im Handel sowie auf Vertriebsplattformen erhältlich sind Audio-CDs mit unterschiedlichen Titelzusammenstellungen sowie einige Kompilationen. Bei kommerziell vertriebenen Download-Zusammenstellungen ist die Situation ähnlich. Darüber hinaus kursieren im Internet zahlreiche frei verfügbare Aufnahmen – beispielsweise in Clipform auf der Video-Plattform YouTube. Ebenso vielfältig ist das Angebot bei Download-Plattformen mit russischer Musik. Die folgende Auflistung enthält die Zusammenstellungen, die 2013 im iTunes Music Store angeboten wurden.
- W Odesskom Kabachke (1994)
- Koloda Kart (1994)
- Moja Chmel’naja Molodost’ (1995)
- Budet Wan I Nebo Goluboe (1995)
- Rodilsja Ja W Odesse (1995)
- Wernulsja Ja W Odessu (1996)
- Sdrawstwuite, Moe Pochtenie! (1996)
- Tak Natschinalsja Arkadi Sewerny (1997)
- Wospominanija O Staroi Odesse I … (1997)
- 20 Best Songs. Arkadii Severnyi (2001)